# Дмитровка (Волынская область)
Дмитровка (укр. Дмитрівка) — село в Рожищенской городской общине Луцкого района Волынской области Украины.
До 2020 года входило в Рожищенский район.
Код КОАТУУ — 0724586902. Население по переписи 2001 года составляет 180 человек. Почтовый индекс — 45107. Телефонный код — 3368. Занимает площадь 0,64 км².